# 584 Semiramis
Semiramis (asteroide 584) é um asteroide da cintura principal com um diâmetro de 54,01 quilómetros, a 1,82118249 UA. Possui uma excentricidade de 0,2329791 e um período orbital de 1 336,33 dias (3,66 anos).
Semiramis tem uma velocidade orbital média de 19,32945509 km/s e uma inclinação de 10,72570017º.
Esse asteroide foi descoberto em 15 de Janeiro de 1906 por August Kopff.